# Touch and Go
Touch and Go е британска поп джаз група, чиито членове включват Ванеса Ланкастър и Джеймс Линч.

## Биография
През 1998 г. продуцентите Чарли Джилет и Гордън Нелки се обръщат към композитора Дейвид Лоу (който работи основно за телевизията, особено за BBC News), за да създадат нов проект, съчетаващ джаз вариации на популярни мелодии с минимални семпли от вокали. Дейвид Лоу си партнира с тромпетиста Джеймс Линч, за да запише първия сингъл Would You...?. За вокалистка е поканена моделката и актриса Ванеса Ланкастър.
През октомври 1998 г. сингълът Would you...? достига номер 3 в класацията за сингли в Обединеното кралство. Сингълът придобива голяма популярност в Европа, а след това и в целия свят, като продава повече от половин милион копия. Използвана е в реклами на San Pellegrino, Carlsberg и Nokia. Изпълнява се и на състезанията „Мис Свят 1998“ и „Мис Вселена 2002“. 
След сингъла излиза успешният дебютен албум I Find You Very Attractive, включващ хитовете Straight To Number One, So Hot и Tango In Harlem. В римейковете са използвани мелодии от различни изпълнители като Луис Армстронг, Ману Чао и рок групата The Champs.
Touch and Go става популярна в Източна Европа, особено в Русия, като изнася около петдесет концерта годишно. От 2003 г. музикантите пътуват до всички големи градове на Русия и страните от бившия СССР от Москва до Владивосток.
Музикалният продуцент Дейвид Лоу е композитор за BBC News от 1998 г.
На 13 ноември 2011 г. изпълнителите се появяват като гости в X Factor (Румъния).
Към 2024 г. групата продължава да поддържа популярност и да изнася концерти.